# 伊藤大輔 (美術史家)
伊藤 大輔（いとう だいすけ、1968年 - ）は、日本の美術史学者。名古屋大学教授。専門は日本美術史。

## 略歴
1968年、横浜市生まれ。東京大学文学部卒業、東京大学大学院人文社会系研究科博士課程単位取得満期退学。東京大学助手、岡山大学助教授などを経て、現在、名古屋大学大学院人文学研究科教授。

## 著書
- 『肖像画の時代──中世形成期における絵画の思想的深層』名古屋大学出版会、2011年
- 『天皇の美術史2　治天のまなざし、王朝美の再構築──鎌倉・南北朝時代』（加須屋誠との共著）吉川弘文館、2017年
- 『鳥獣戯画を読む』名古屋大学出版会、2021年